# Symphyllia radians
Symphyllia radians е вид корал от семейство Mussidae. Възникнал е преди около 2,59 млн. години по времето на периода неоген. Видът не е застрашен от изчезване.

## Разпространение и местообитание
Разпространен е в Австралия, Американска Самоа, Бахрейн, Британска индоокеанска територия, Вануату, Виетнам, Джибути, Египет, Еритрея, Йемен, Израел, Индия, Индонезия, Йордания, Ирак, Иран, Камбоджа, Катар, Кирибати, Кувейт, Малайзия, Малдиви, Маршалови острови, Мианмар, Микронезия, Науру, Нова Каледония, Обединени арабски емирства, Оман, Пакистан, Палау, Папуа Нова Гвинея, Провинции в КНР, Самоа, Саудитска Арабия, Сингапур, Соломонови острови, Сомалия, Судан, Тайван, Тайланд, Тувалу, Уолис и Футуна, Фиджи, Филипини, Шри Ланка и Япония.
Обитава океани, морета, заливи и рифове.